# Georg Brentel der Ältere
Georg Brentel der Ältere (eigentlich Georg Brentel; * zwischen 1525 und 1530 in Lauingen; † 1. Oktober 1610 in Straßburg) war ein deutscher Maler, Zeichner und Holzstecher. Er war der Vater der Maler David und Friedrich Brentel sowie der Onkel des Malers Georg Brentel des Jüngeren.

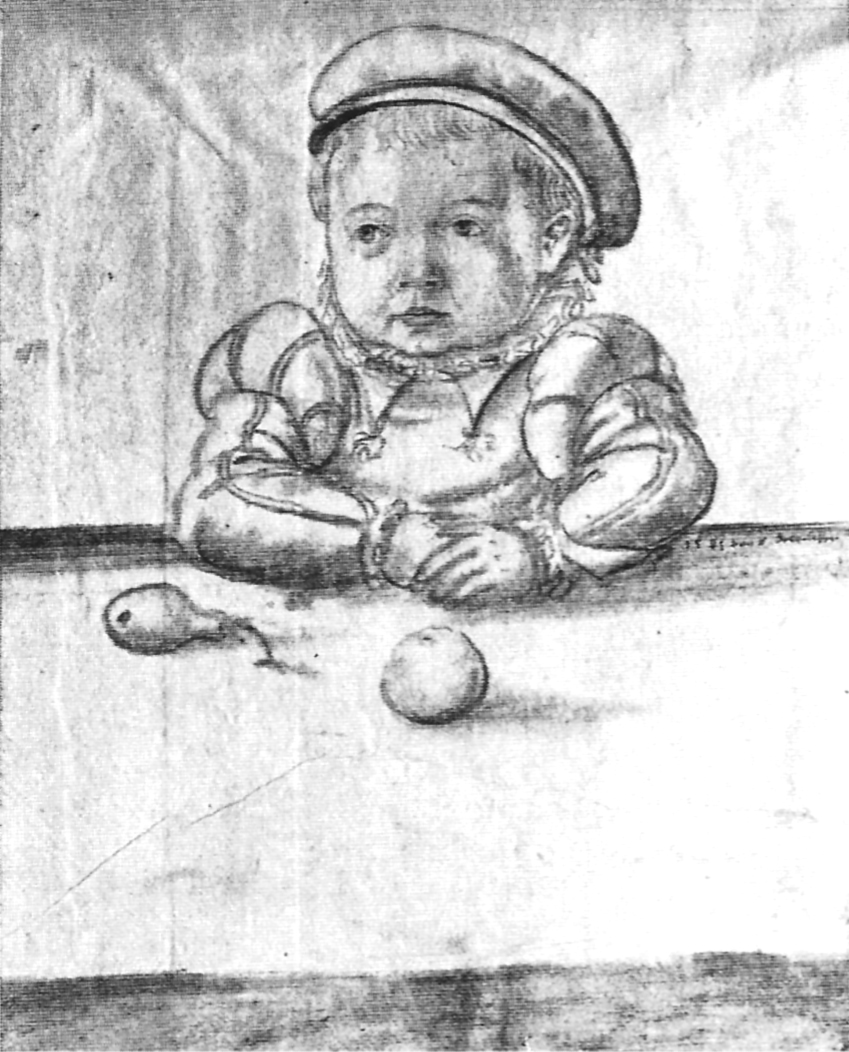
Kinderbildnis (Zeichnung, 1581)

## Leben
Georg Brentel war höchstwahrscheinlich ein Sohn des Lauinger Bürgers Bernhard Brentel, dessen Beruf unbekannt ist. Er erhielt seine Ausbildung zum Miniaturmaler und Holzschnitt-Zeichner vermutlich in der Werkstatt Matthias Gerungs. Um 1550 heiratete er eine Frau namens Barbara, mit der er mindestens sieben Kinder hatte. Brentel wirkte längere Zeit in seiner Geburtsstadt vorwiegend als Wappen- und Miniaturmaler, doch malte er sicherlich auch andere Objekte. Urkundlich ist nur überliefert, dass er 1571 (vom 3. Juni bis zum 24. August) die 1478 von Heinrich Schittenhelm geschaffenen Fresken am Lauinger Schimmelturm erneuerte. Brentel fertigte ferner Flurpläne. Das Erscheinen des Neuen Sterns 1572 veranlasste ihn wohl, 1573 die Nördliche Himmelskarte anzufertigen. Er wohnte zunächst in der Bitterlinsgasse (1559) und spätestens ab 1563 im eigenen Haus in der Sammlungsgasse.
Nach dem Tod seiner ersten Frau heiratete Brentel am 8. September 1578 Anna Gailhofer aus Gundelfingen an der Donau. Eigenartigerweise schloss Brentel damals keinen Heiratsvertrag und keinen Erbvertrag für die Kinder aus der ersten Ehe ab. Aus der zweiten Ehe stammten mindestens fünf Kinder. Brentel ist 1587 nach Straßburg ausgewandert – zusammen mit seiner zweiten Frau und allen Kindern aus dieser Ehe (im Alter zwischen einem Jahr und nicht mal sieben Jahren) –, wo er aufgrund eines Empfehlungsschreibens des Pfalzgrafen Philipp Ludwig und der Stadt Lauingen bereits am 6. Mai 1587 das Bürgerrecht erwarb. Der Grund für diesen Umzug liegt möglicherweise darin, dass Brentel erwartete, in der großen Stadt neue Anregungen zu bekommen. Vermutlich aber hatte er in Lauingen zu wenig Aufträge. Brentel behielt sich zunächst die Möglichkeit vor, nach Lauingen zurückzukehren, und behielt daher sein Haus, 1588 und 1589 zahlte er noch Steuer dafür. Das Haus wurde vermutlich 1590 verkauft, was als Hinweis dafür zu deuten ist, dass Brentel zu diesem Zeitpunkt gut in Straßburg eingerichtet war und den Gedanken, nach Lauingen zurückzukehren, aufgegeben hatte.
In Straßburg richtete sich Brentel eine Werkstatt ein, in der er Holzschnitte herstellte.
Sein zeichnerischer Nachlass umfasst vor allem Arbeiten nach fremden Vorlagen. Es gibt aber auch einige selbständige Kinderporträts.
Von den zwölf Kindern, die Georg Brentel hatte, waren drei Jungen. Alle drei sind Maler geworden. Von den neun Töchtern heirateten drei ebenfalls Maler: Hans Walch, Anton Ramsler und Hans Bühler.
Im Stil Georg Brentels mischen sich Elemente heimischer Tradition – der Realismus des in Lauingen bis um 1570 tätigen Matthias Gerung – und niederländische Einflüsse (Lambert Sustris, Frans Floris).

## Kinder
Mit der ersten Ehefrau Barbara:
- Dorothea (* um 1551 in Lauingen; † 28. Oktober 1591 ebenda)
- Anna (* um 1553 in Lauingen) ⚭ vor 14. April 1573 Hans Walch
- David (* um 1556 in Lauingen; † 25. Juni 1615 ebenda)
- Sara (* 20. Juni 1561 in Lauingen) ⚭ Caspar Behem, Diakon in Kellmünz
- Sibilla (* 21. Mai 1563 in Lauingen) ⚭ Anton Ramsler
- Maria (* 18. März 1565 in Lauingen)
- Helias genannt Elias (* 8. Januar 1567 in Lauingen; † 14. Oktober 1649 in Bayreuth), Maler in Burglengenfeld und Bayreuth

Mit der zweiten Ehefrau Anna geb. Gailhofer:
- Friedrich (* 9. Juli 1580 in Lauingen; † 17. Mai 1651 in Straßburg)
- Regina (* 28. Dezember 1581 in Lauingen; † als Baby ebenda)
- Regina (* 21. Februar 1583 in Lauingen) ⚭ 1610 in Straßburg mit Hans Bühler
- Justina (* 13. Mai 1584 in Lauingen)
- Euphrosina (* 31. Januar 1586 in Lauingen)

## Erhaltene Arbeiten
- 1561 Passionswappen, gehalten von zwei Engeln (Holzschnitt, Zuschreibung)
- 1563 Rollwerkkartusche (lavierte Federzeichnung und andere Zeichnungen in beiden Klebebändern, die überwiegend Zeichnungen Friedrich Brentels enthalten, Staatliche Kunsthalle Karlsruhe)
- 1573 Nördlicher Sternenhimmel (Kupferstich; Germanisches Museum Nürnberg; HB790)
- 1580 Wappenbuch aus der Sammlung Ferdinand Reiber (gemalt)[13]
- Wappenbuch aus der Sammlung Ferdinand Reiber[14] (Kupferstichkabinett Straßburg, Inv. 2319)
- 1584 Wappenbuch der Teilnehmer des Augsburger Reichstags von 1582 (ein in Brentels Selbstverlag erschienenes Buch mit 736 kolorierten Wappen-Holzschnitten)
- Enthauptung der heiligen Katharina (Holzschnitt nach Albrecht Dürer, Zuschreibung)
- Gedrucktes Wappenbuch (Sammlung Balthasar Künast, Straßburg)